# Allure of the Seas (судно)
Allure of the Seas (укр. Спокуса морів) — друге круїзне судно класу «Оазис». Поряд з однотипним «Oasis of the Seas» є найбільшим пасажирським судном у світі станом на листопад 2010 року (довжина обох лайнерів — 362 м в залежності від температури, причому Allure of the Seas довше своєї сестри на 5 см). Побудований у Фінляндії в Турку. 29 жовтня 2010 року вирушив у Форт-Лодердейл у Флориді, куди прибув і пришвартувався 11 листопада 2010
Першим капітаном судна був призначений аргентинець Гернан Дзіні (Hernan Zini).

## Будівництво
Американське пароплавство «Royal Caribbean Cruises Ltd.» підписало 31 березня 2007 контракт на будівництво другого судна класу Oasis з фінською суднобудівною верф'ю «Aker Finnyards» (з осені 2008: «STX Europe Cruise»). Закладка судна на стапелі під будівельним номером 1364 відбулася на верфі в Турку 12 березня 2008. Були внесені конструктивні зміни порівняно з першим судном даного класу й були посунуті до корми рятувальні шлюпки, а також поставлені додаткові відсікачі, щоб запобігти пошкодженням при високій хвилі. Затоплення сухого доку відбулося 20 листопада 2009 р. У середині вересня 2010 р. судно було готове до ходових випробувань на Балтиці.

## Розваги на борту
Пасажири можуть відпочити в тіні справжніх дерев, тому що на судні посаджений парк екзотичних живих рослин, кущів, дерев.
На борту судна встановлена велика оригінальна карусель ручної роботи, басейни з джакузі, водний парк з водною ареною, казино, магазини і бутики, де можна придбати будь-які продукти харчування та одяг на будь-який смак, ресторани і бари.
Є водний амфітеатр з фонтанами, трамплінами і пірнаючими вежами на відкритому повітрі та критий театр. Є клуб для любителів гумору і джазу. «Оазис морів» пропонуватиме гостям деякі з найбільш захоплюючих театральних постановок. На судні також проходитимуть льодові шоу, циркові, тематичні, та інші розважальні заходи.
Пасажири, які бажають провести час більш активно, можуть скористатися численними спортивними спорудами. На судні є льодова ковзанка, волейбольні та баскетбольні майданчики, поле для гольфу, обладнання для боулінгу, стіни для скелелазіння, фітнес-центр, спа-салон. Є можливість займатися серфінгом у спеціально адаптованих для цього басейнах.
Так само на кораблі є молодіжна зона та дитячі садки для дітей. Спеціальні атракціони для дітей різного віку також розташовані у багатьох районах судна.

## Події
21 квітня 2012 на борту судна в машинному відділенні сталося незначне короткочасне загоряння, спрацювала протипожежна система, яка погасила вогонь.